# فوده کامارا (بازیکن فوتبال، زاده ۱۹۸۸)
فوده کامارا (انگلیسی: Fodé Camara؛ زادهٔ ۱۷ اوت ۱۹۸۸) بازیکن فوتبال اهل گینه است.
وی همچنین در تیم ملی فوتبال گینه بازی کرده است.